# Jesse Walker
Jesse Walker (* 4. September 1970) ist ein US-amerikanischer Buchautor, Journalist und Blogger.

## Aktivitäten
Jesse Walker hat an der University of Michigan studiert. Neben Buchveröffentlichungen hat er Artikel in der The New York Times, The Wall Street Journal, The Washington Post, The Atlantic, Salon, The New Republic, L.A. Times, No Depression  veröffentlicht. Er unterhält den Blog The Perpetual Three-Dot Column und ist Herausgeber des Online-Magazins Reason.

## Positionen
Nach eigenen Angaben vertritt Walker eine dezidierte libertäre Linie. In einem Interview bekannte er sich 2012 zur Libertarian Party. Walker kritisierte den War on Terror und lehnte den Patriot Act ab. Er bezeichnete es als Mythos, dass die USA zwischen den Weltkriegen eine „isolationistische“ Außenpolitik vertreten hätten.

### Verschwörungstheorien
In seinen Schriften hat Walker sich in der Vergangenheit wiederholt mit Verschwörungstheorien auseinandergesetzt. Er unterscheidet dabei fünf Arten von Verschwörungstheorien:
- Enemy Outside (Der Feind von außen) bezeichnet Theorien, in denen eine Gesellschaft von außerhalb angegriffen wird.
- Enemy Within: Hier finden sich die Verschwörer im Inneren des Landes selbst und sind von Normalbürgern kaum zu unterscheiden.
- Enemy Above: Hier steht der Verschwörer oberhalb der Masse der Bevölkerung. Er gehört zu mächtigen Angehörigen der Elite, die die Ereignisse zu ihrem Vorteil manipulieren.
- Enemy Below: Hier werden die unteren Schichten als Gefährdung für die gesellschaftliche Ordnung betrachtet.
- Benevolent Conspiracies: So bezeichnet Walker die Kräfte, die entsprechend der „wohlwollenden Verschwörer“ angeblich daran arbeiten, die Welt immer besser zu machen und den Menschen zu helfen.[6]

## Ausgewählte Bibliographie
- Every Man a Sultan: Indigenous Responses to the Somalia Crisis. In: Telos 103 Frühjahr 1995. New York: Telos Press.
- Rebels on the Air: An Alternative History of Radio in America. NYU Press, New York 2001.
- The United States of Paranoia: A Conspiracy Theory. Harper, New York 2013.